# 서삼로
서삼로(Seosam-ro)는 경상남도 사천시 곤양면 에서 사천시 축동면을 잇는 경상남도의 도로이다.

## 주요 경유지
경상남도
- 사천시 (곤양면 . 축동면)

## 노선
| 이름        | 접속 노선                          | 소재지 | 소재지 | 비고 |
| ----------- | ---------------------------------- | ------ | ------ | ---- |
| (이름없음)  | 국가지원지방도 제58호선 (곤양로)   | 사천시 | 곤양면 |      |
| 금용교      |                                    | 사천시 | 곤양면 |      |
| 성내미재    |                                    | 사천시 | 곤양면 |      |
| 장포교      |                                    | 사천시 | 곤양면 |      |
| (이름없음)  | 지방도 제1001호선 (흥산로) 검정3길 | 사천시 | 곤양면 |      |
| 가산2교     |                                    | 사천시 | 곤양면 |      |
|             | 축동면                             | 사천시 |        |      |
| 축동 나들목 | 남해고속도로 제10호선              | 사천시 |        |      |
| 용수삼거리  | 화당산로                           | 사천시 |        |      |
| 탑리삼거리  | 지방도 제1049호선 (내축로)         | 사천시 |        |      |
| (이름없음)  | 국도 제3호선 (사천대로)            | 사천시 |        |      |

## 주요 건물 및 시설
- 농협 곤명농협 곤양지점 (서삼로 11/남문외리 45-1)
- 농협 곤명농협 하나로마트 곤양점 (서삼로 11/남문외리 45-1)
- HD현대오일뱅크 사천주유소 (서삼로 1468/탑리 146-9)